# Commissaire du Nunavut
Le commissaire du Nunavut (en anglais : Commissioner of Nunavut) est le représentant du gouvernement fédéral du Canada au Nunavut depuis la création du territoire en 1999.

## Fonction et nomination
Le commissaire est nommé par le gouverneur général en conseil mais, contrairement au gouverneur général du Canada ou aux lieutenants-gouverneurs des provinces, il n'est pas un vice-roi. 
Il a pour principales fonctions de recevoir le serment des députés de l'Assemblée législative et les membres du Conseil exécutif, ainsi que d'ouvrir les sessions de l'Assemblée législative et d'accorder la sanction royale aux lois qui y sont adoptées.

## Histoire
Le poste de commissaire est institué en 1999 lors de la création du territoire. Avant cela, le Nunavut faisait partie des Territoires du Nord-Ouest.

## Liste des commissaires
| # | Nom                          | Période     |
| 1 | Helen Mamayaok Maksagak (en) | 1999-2000   |
| 2 | Peter Irniq (en)             | 2000-2005   |
| 3 | Ann Meekitjuk Hanson (en)    | 2005-2010   |
|   | Nellie Kusugak (intérim)     | 2010        |
| 4 | Edna Elias                   | 2010-2015   |
| 5 | Nellie Kusugak               | 2015-2020   |
|   | Rebekah Williams (intérim)   | 2020-2021   |
| 6 | Eva Aariak                   | Depuis 2021 |

## Commissaire adjoint
La fonction de commissaire adjoint (en anglais : Deputy Commissioner) a été créée en 2005 par l'amendement du Public Officer Act et du Seals Act afin d'aligner la structure administrative du territoire avec celle du Yukon et des Territoires du Nord-Ouest.
| Nom                     | Période     |
| Helen Mamayaok Maksagak | 2005-2009   |
| Nellie Kusugak          | 2010-2015   |
| Rebekah Williams        | Depuis 2019 |